# Morges (huyện)
Morges là một huyện thuộc bang Vaud ở Thụy Sĩ. Thủ phủ huyện là thành phố Morges.
Huyện Morges có diện tích 372,96 km², dân số năm 2007 là 69.935 người.
Huyện này bao gồm các đô thị sau:
| - Aclens - Allaman - Apples - Aubonne - Ballens - Berolle - Bière - Bougy-Villars - Bremblens - Buchillon - Bussy-Chardonney - Chavannes-le-Veyron - Chevilly - Chigny - Clarmont - Colombier - Cossonay - Cottens - Cuarnens - Denens - Denges - Dizy |  | - Eclépens - Echandens - Echichens - Etoy - Féchy - Ferreyres - Gimel - Gollion - Grancy - La Chaux (Cossonay) - La Sarraz - L'Isle (Vaud) - Lavigny - Lonay - Lully - Lussy-sur-Morges - Mauraz - Moiry - Mollens (VD) - Monnaz - Morges - Mont-la-Ville |  | - Montherod - Montricher - Orny - Pampigny - Pizy - Pompaples - Préverenges - Reverolle - Romanel-sur-Morges - Saint-Livres - Saint-Oyens - Saint-Prex - Saint-Saphorin-sur-Morges - Saubraz - Senarclens - Sévery - Tolochenaz - Vaux-sur-Morges - Villars-sous-Yens - Vufflens-le-Château - Vullierens - Yens |